# Oncideres satyra
Oncideres satyra là một loài bọ cánh cứng trong họ Cerambycidae.